# Antrodiaetus pacificus
Antrodiaetus pacificus es una especie de araña del género Antrodiaetus, familia Antrodiaetidae. Fue descrita científicamente por Simon en 1884.
Se distribuye por Canadá y los Estados Unidos. La especie se mantiene activa durante todos los meses del año.